# Sayakhat Air Company
Sayakhat Air Company is een Kazachse luchtvaartmaatschappij met haar thuisbasis in Almaty.

## Geschiedenis
Sayakhat Air Company is opgericht in 1989.

## Vloot
De vloot van Sayakhat Air Company bestaat uit:(feb.2007)
- 4 Ilyushin IL-76TD
- 1 Tupolev TU-154B
- 3 Tupolev TU-154M